# 怀俄明号潜艇
怀俄明号潜艇 (SSBN-742)，属于俄亥俄级核潜艇序列，是美国海军中第三艘以怀俄明州之名命名的军舰（美国海军中另有一艘军舰亦名为“怀俄明”，但并非以该州之名命名）。
1989年10月18日，位于康涅狄格州格罗顿的通用动力下属公司电船公司获得建造该潜艇的合同；1991年8月8日，建造方开始铺设龙骨。1995年7月15日，莫妮卡·B·欧文斯夫人主持了该潜艇的下水仪式；该潜艇于1996年7月13日正式服役，兰德尔·D·普雷斯顿和赛斯·F·帕拉戴斯分别被任命为“蓝色”和“金色”代号轮值船员组的指挥官。
1996年7月26日，怀俄明号潜艇抵达金斯湾海军潜艇基地，成为第九艘入驻该基地的潜艇。